# Jean Baptiste Joseph Wicar

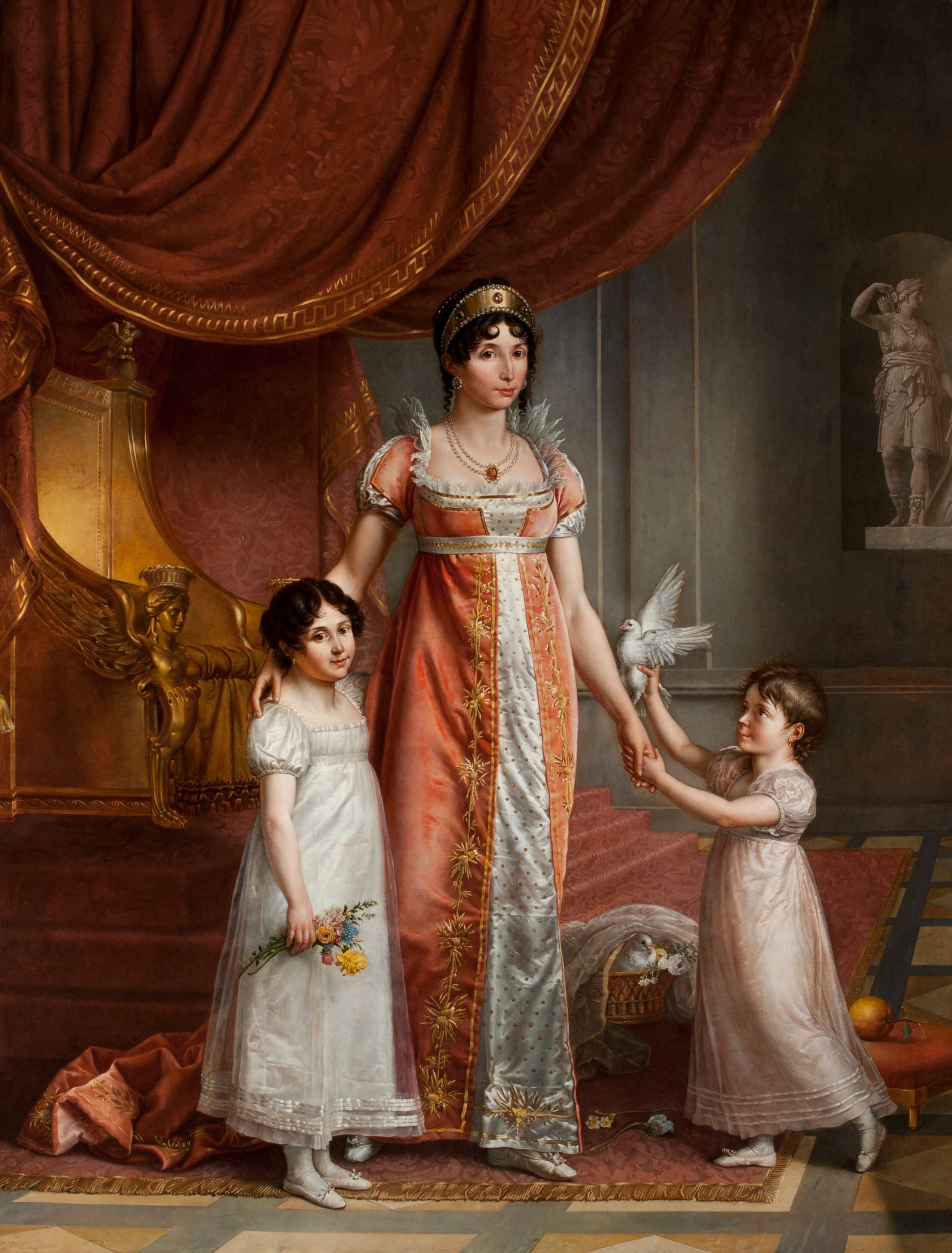
Retrato de Julia Bonaparte y de sus hijas.

Jean-Baptiste Joseph Wicar (Lille, 22 de enero de 1762 - Roma, 27 de febrero de 1834) fue un pintor francés, maestro del neoclasicismo y retratista de cámara de la familia Bonaparte.

## Biografía
Hijo de un ebanista, fue educado en una escuela gratuita antes de profundizar sus capacidades para el arte en el taller de David. Su colección de dibujos Tableaux, statues, bas-reliefs et camées de la Galerie de Florence et du palais Pitti fue publicada en 4 volúmenes en París por Lacombe de 1789 a 1807.
Fue director de la comisión encargada de la incautación de obras de arte durante la ocupación de los Países Bajos austriacos, durante las guerras de la convención. Un primer convoy salió de Amberes el 11 de agosto de 1794 con tableros de Rubens en destino al Louvre. El pillaje de abadías y palacios fue sistemático para apropiarse de sus bienes, muebles y obras de arte. 
Más tarde, Wicar fue nombrado miembro de la Commission des sciences et des arts que operó en Italia durante las campañas militares francesas de 1796-1797, bajo el mando del entonces general Bonaparte, también con la misión de incautar obras para ser enviadas a Francia. Wicar se instaló en Roma en 1800 en la que sería su residencia permanente hasta su muerte, alcanzando una gran fama a nivel europeo como retratista.
Tras su muerte, su colección personal fue legada a la Société des Sciences, de l’Agriculture et des Arts de Lille, con cerca de 1300 obras de la escuela italiana y la del norte, incluyendo piezas de artistas como Rafael, Albrecht Dürer, Lucas Cranach, Nicolas Poussin y su antiguo maestro, Jacques-Louis David. Estos fondos forman parte de las colecciones del Palais des Beaux-Arts de Lille.

## Obras relevantes
- Iglesia de Boutigny-sur-Essonne: retratos de Saint-Jean Baptiste y Saint-Sébastien.
- Galleria Nazionale di Capodimonte de Nápoles: Portrait de Marie-Julie Bonaparte et de ses filles, Zénaïde y Charlotte.
- París, Museo del Louvre, Portrait de Jacques-Louis David, donado en 1998.
- Lille, Museo des Beaux-Arts, Portrait du général Murat.